# Ladislav Hurdálek
Ladislav Hurdálek (* 24. května 1931) byl český a československý politik Komunistické strany Československa a poslanec Sněmovny národů Federálního shromáždění za normalizace.

## Biografie
K roku 1971 a 1976 se profesně uvádí jako dělník. Ve volbách roku 1971 zasedl do české části Sněmovny národů (volební obvod č. 46 - Trutnov, Východočeský kraj). Mandát obhájil ve volbách roku 1976 (obvod Trutnov). Ve Federálním shromáždění setrval do konce funkčního období, tedy do voleb roku 1981.